# 杰克·麦克马洪
约翰·约瑟夫·麦克马洪（英語：John Joseph McMahon，1928年12月3日—1989年6月11日），美国NBA联盟前职业篮球运动员。